# Четвертинний сектор економіки
Четверти́нний се́ктор еконо́міки — галузі економіки, що входять в поняття економіки знань. Четвертинний сектор економіки базується на економічній діяльності, яка пов’язана з інтелектуальною економікою чи економікою, що базується на інформації. Виробництво інформації довгий час додавалось до третинного сектору (послуги) трисекторної моделі економічної системи, але останні десятиліття через збільшення сектору послуг, більшість економістів відносять його до четвертинного сектора, тому що у сучасній економіці генерація, аналіз і розповсюдження інформації є дуже великим сегментом послуг.
Четвертинний сектор, який іноді називають сектором досліджень і розробок, складається в основному з підприємств, що надають інформаційні послуги, інтелектуальну діяльність і діяльність, засновану на знаннях та спрямовану на майбутнє зростання та розвиток.
Виробництво четвертинного сектора важко виміряти. 

## Характеристика
Діяльність у четвертинному секторі  складається з наукових досліджень, ІКТ/обчислювальної техніки, освіти, консалтингу, управління інформацією та фінансового планування.
До складу цього сектору економіки належить такі послуги:
- інформаційні технології;
- ЗМІ;
- дослідження та розвиток;
- інформаційні послуги, такі як генерування інформації та обмін інформацією;
- послуги, засновані на знаннях, такі як консультації (для бізнесу, фінансування тощо), планування діяльності, юридичні послуги
- індустрія розваг: через телерадіомовлення, засоби масової інформації, телекомунікації, освітні програми, ведення блогів тощо
- дизайн.

Включає в себе наукові дослідження та розробки, необхідні для виробництва виробів з природних ресурсів (вторинний сектор). Наприклад, лісозаготівельна компанія може досліджувати способи використання частково спаленої деревини таким чином, щоб неушкоджені частини деревини можна було переробити в деревну масу для виробництва паперу.
Четвертинний сектор  має лише обмежені та непрямі зв’язки з індустріальною економікою.  Цей сектор розвивається в постіндустріальних та розвинених країнах, де первинний і вторинний сектори становлять меншість економіки, і вимагає високоосвіченої робочої сили.  Наприклад, третинний і четвертинний сектори становлять найбільшу частину економіки Великої Британії, де зайнято 76% робочої сили.